# Kameto Kuroshima
Kameto Kuroshima (黒島 亀人 Kuroshima Kameto?,  Hiroshima, 10 de octubre de 1893-Japón, 20 de octubre de 1965) fue un contraalmirante y asesor en estrategia naval de la Flota Combinada de la Armada Imperial Japonesa durante la Segunda Guerra Mundial.

## Biografía
Kameto Kuroshima nació en 1893 en Hiroshima, Imperio del Japón, ingresó a la Armada y en 1922 ostentaba el rango de capitán, en 1925 fue instructor de artillería. 
En 1928 alcanzó el rango de mayor ejerciendo como instructor artillero en Sasebo. 
En 1931 estuvo a bordo de los cruceros Atago y Haguro como director artillero. 
En 1938 era oficial del Departamento de Personal de la Flota Combinada. 

### Segunda Guerra Mundial
En enero de 1941, fue llamado al Estado Mayor de operaciones de estrategia naval por el almirante Isoroku Yamamoto para trabajar junto a Minoru Genda y Takijiro Onishi en la elaboración y depuración de un plan para atacar Pearl Harbor. Una vez delineado el plan, Yamamoto requería la aprobación del Jefe de Estado Mayor de la Marina, Sadatoshi Tomioka, un oficial antagonista y subordinado de Osami Nagano, Kuroshima fue el emisario de confianza encargado de convencer a Tomioka y conseguir dicha aprobación.
Kuroshima fue muy apreciado por Yamamoto por ser un oficial excéntrico que se atrevía a contradecir sus propuestas, proponer ideas poco convencionales y encontrar soluciones atípicas a los problemas de estrategia naval.
En 1942 fue uno de los planificadores del ataque a Midway. Kuroshima fue designado como jefe de operaciones (N2) para el Estado Mayor de la Armada en agosto de 1943 y propuso el lanzar aviones cargados con bombas contra buques estadounidenses, sentando las bases de la doctrina Kamikaze.
En 1944, Kuroshima propuso el uso de tanques anfibios Ka-Tsu montados sobre submarinos para desembarcarlos en las playas de Filipinas y también planificó la Operación Arashi, un ataque a las compuertas occidentales del Canal de Panamá haciendo uso de los grandes submarinos portaviones Clase I-400, los cuales transportarían aviones armados con bombas demoledoras.

### Posguerra
Kameto Kuroshima después de la rendición de Japón pasó a formar parte de la reserva militar y falleció el 17 de enero de 1965 a sus 72 años.